# データサーブ
データサーブ（Datasaab）はスウェーデン、リンシェーピングの航空機製造業者サーブ社のコンピュータ部門であったが後に独立企業となった。

## 概要
データサーブ社の歴史は、1954年12月にサーブ社が政府の計算機委員会（Matematikmaskinnämnden）から真空管を使用した初期のスウェーデン製コンピュータ、BESKのライセンス生産権を獲得した時に遡る。このライセンス生産機は1957年に完成しSARAと命名された。この計算能力は次世代ジェット戦闘機のサーブ 37 ビゲンを設計するために必要なものであった。
航空機に搭載する航法コンピュータの開発を目的としたヴィゴ・ウェンツェル（Viggo Wentzel）に率いられた開発チームはD2という名称の全トランジスター制御の試作コンピュータを1960年に完成させ、このD2はデータサーブ社の次の20年の方針を決定するものになった。この開発は次の2つの路線に分岐した。主要な目的はビゲン戦闘機用の航法コンピュータの開発であり、それから派生したのが一般市場向けの民生用ミニコンピュータとメインフレームの生産であった。

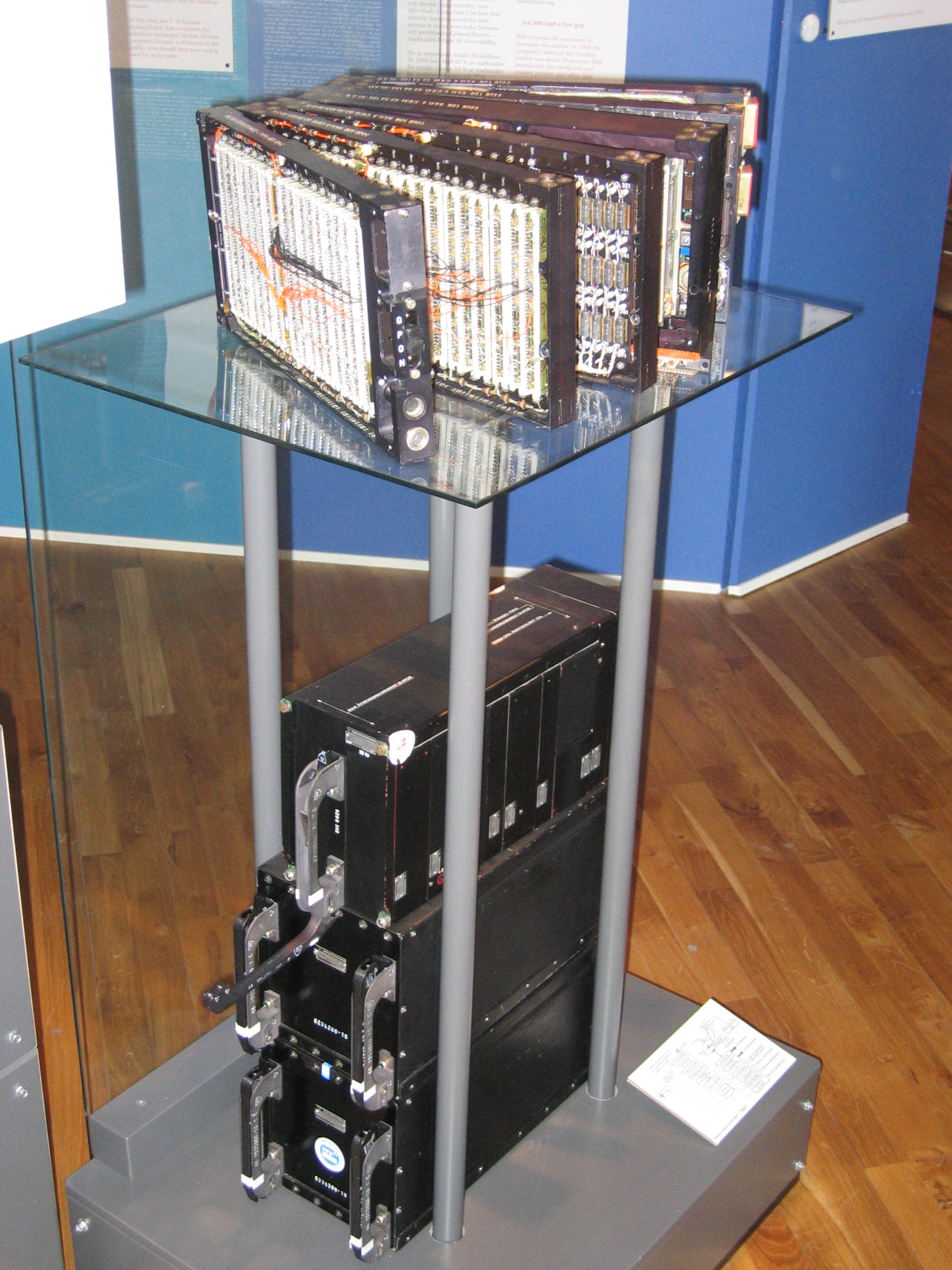
CK37 軍事用航法コンピュータ

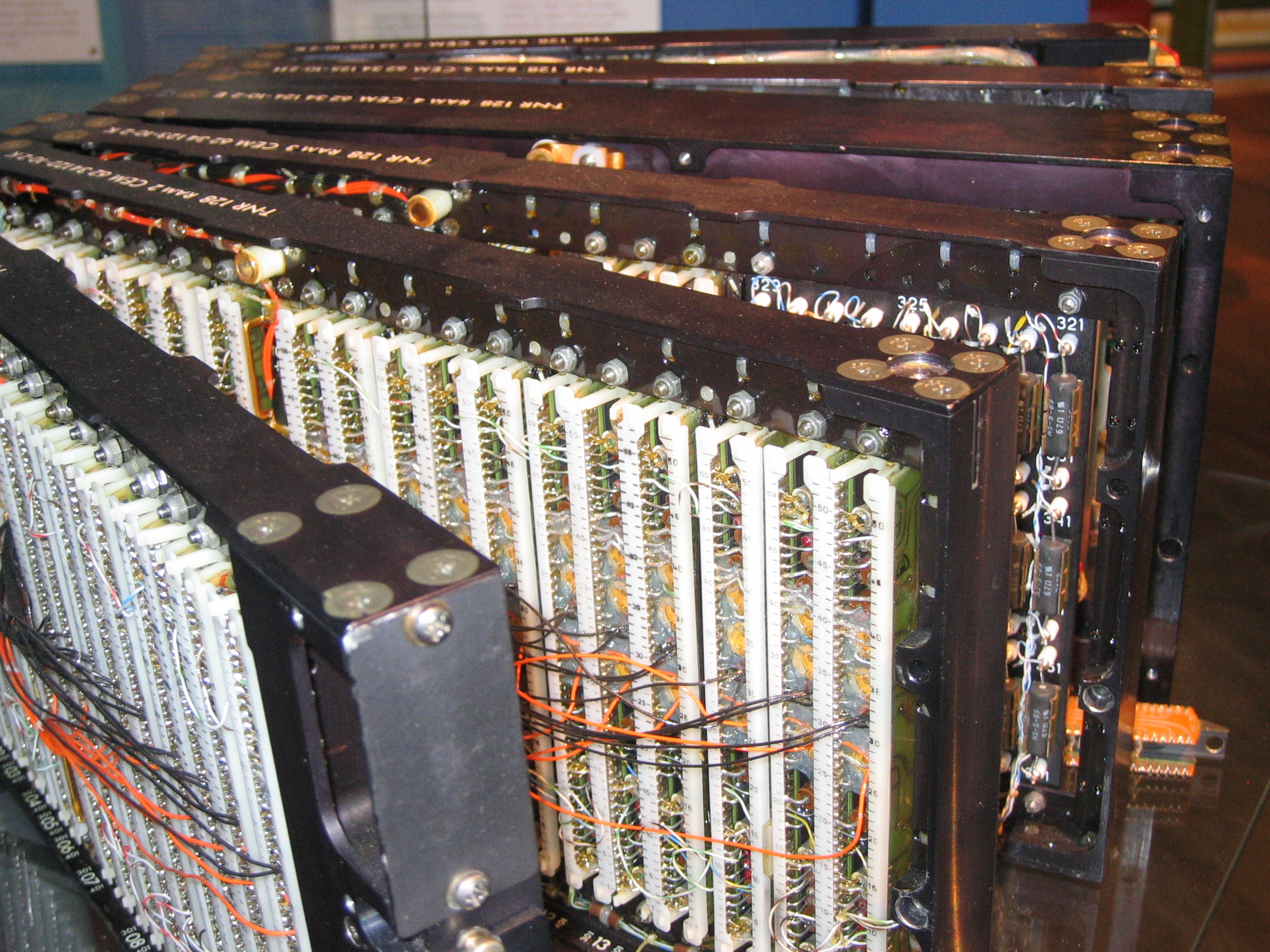
CK37 の細部

軍事用航法コンピュータのCK37は1971年に完成し、ビゲン戦闘機に搭載された。
最初の民生用モデルのD21（1962年）は数カ国に販売され30基余りが生産された。その後D22（1966年）、D220、D23、D5、D15、D16といった名称の数種類の派生モデルが開発された。1960年代にスウェーデン政府が税金の計算をするために20基のコンピュータが必要になったときにサーブ社製とIBM社製のコンピュータを比較評価したところサーブ社製の優位が実証された。後にD5を使用して北欧諸国の銀行向けの最初で最大の端末システムが構築された。このシステムの一部は1980年代遅くまで使用された。
1971年にスタンダード・ラジオ・アンド・テレフォン株式会社（Standard Radio & Telefon AB、SRT）とサーブ＝スカニア社（Saab Scania）の技術を統合してスタンサーブ社（Stansaab AS）を設立した。スタンサーブ社は国有のスウェーデン開発社（Swedish Development Company）も参画するジョイントベンチャー企業であった。スタンサーブ社は商用と航空業務分野でのリアルタイムのデータ処理に焦点を当てていた。

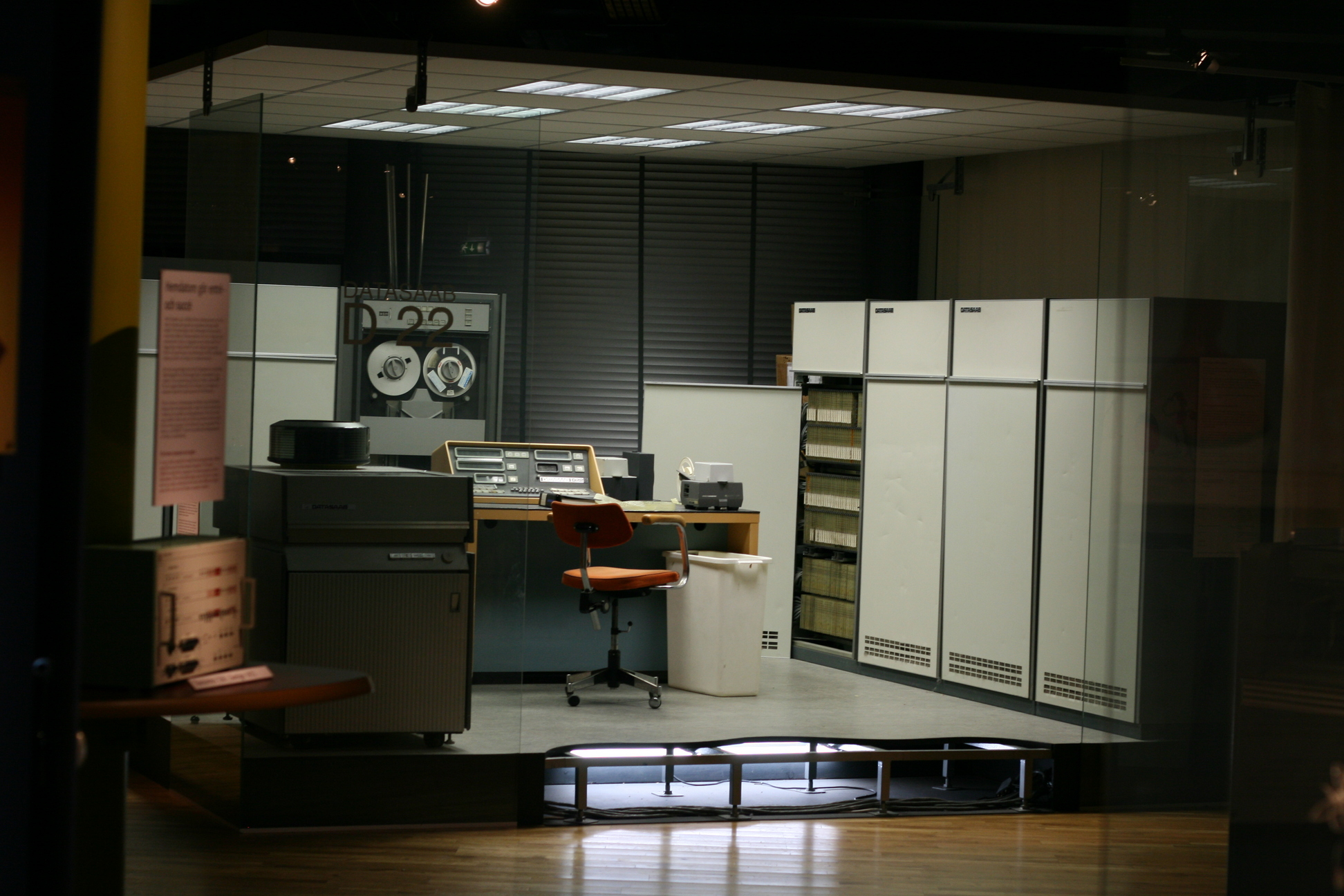
IT-ceumに展示されているデータサーブ D22

1975年にD23システムの開発は深刻な遅れを生じ、これはスペリー・ユニバック社との合併会社になることで解決された。1978年にこの会社はサーブ＝スカニア社の1部門と統合され、データサーブ社となった。  データサーブ社は後にエリクソン社、ノキア社、ICL社（International Computers Limited）の所有となった。
インテル社が競合するUMC社をCPUのマイクロプログラム方式の更新と非同期で作動するCPUの部位の技術に関する特許の侵害で訴えたときUMC社はそれらの技術が1972年にD23で既に使用されていたことが記された論文を提示することができた。インテル社の特許は1978年から有効だったので、その文書は先行していた技術が存在したことを証明しその特許が全く認められないものであることを示していた。後に提訴は取り下げられた。
リンショーピング大学の学術的コンピュータ協会のエリサト（Lysator）は1973年に寄贈された旧い中古のD21が設置されたときに設立された。データサーブ社の社史は1993年にスウェーデンのコンピュータ史（リンシェーピング地域とデータサーブ社に的を絞った）の編纂と頒布をするために設立されたベテランの協会員達データサーブズ・ヴェナー（Datasaabs Vänner）（データサーブの友人達）により編纂されている。協会はデータサーブ社の社史を5編の書籍に編纂し、コンピュータシステムの記録と写真及びデータサーブ社で開発、生産された製品をまとめたものを協会のウェブサイトで公開している。2004年からデータサーブ社のコンピュータはリンシェーピングにあるコンピュータ博物館IT-ceumに展示されている。
幾度かの吸収合併の後、データサーブ社の名称は1970年代遅くに発生したソビエト連邦への不法な技術移転（Technology transfer）事件に結び付けられることになった。この事件はTechno-Bandits（1984年）という書籍の中の章にまとめられている。
1973年に行われたモスクワ、キエフ、ミネラリヌイエ・ヴォーディ（Mineralnye Vody）の各空港向け民間航空交通管制システムの競争入札でスウェーデンの企業のスタンサーブ社が契約を獲得し、スタンサーブ社とアエロフロートの契約は1975年9月に締結された。しかし納入されるシステムの機器はスウェーデン人が輸出に必要な許可を得られない米国製の部品を使用していた。そこで彼らはいったん米国製部品を購入してラベルを張り替えてからそれをソ連の外交官を使ってモスクワへ密輸出した。1978年にスタンサーブ社は会社名をデータサーブ社に変更した。この航空交通管制システムが1979年12月に起きたソ連のアフガニスタン侵攻の支援に使用されたという噂がたった。1980年10月に露見したこの密輸出工作は"データサーブ事件（Datasaabaffären）"として知られる。1981年初めにデータサーブ社はエリクソン社の傘下に入り、そのコンピュータ部門はエリクソン・インフォメーション・システムズ社（Ericsson Information Systems、EIS）となった。1984年4月にエリクソン社は米国の輸出規制違反に対し312万ドルの罰金を科せられ、これを支払うことに同意した。